# 1017 هـ
1017 هـ هي سنة في التقويم الهجري امتدت مقابلةً في التقويم الميلادي بين سنتي 1608 و1609.

## أحداث
- الشيخ المأمون يفر إلى إسبانيا لطلب النجدة من ملكها، مقابل تسليم مرسى العرائش.

## مواليد
- الحاج خليفة
- حاجي خليفة